# Донахью, Джиггс
Джон Огастас «Джиггс» Донахью (англ. John Augustus «Jiggs» Donahue, 13 июля 1879, Спрингфилд, Огайо — 19 июля 1913, Колумбус, там же) — американский бейсболист, игрок первой базы и кэтчер, выступавший в Главной лиге бейсбола с 1900 по 1909 год. Победитель Мировой серии 1906 года в составе «Чикаго Уайт Сокс».

## Биография
Джон Донахью родился 13 июля 1879 года в Спрингфилде. Он был старшим из семи детей в семье Джона и Мэри Донахью, эмигрировавших в США из Ирландии. У Мэри также был сын от первого брака. Подростком Джон-младший, как и его братья и сёстры, начал работать в магазине сигар в центре Спрингфилда. В свободное время он танцевал на улицах города, получив от зрителей прозвище «Джиггерс», которое позднее сократилось до «Джиггса». Магазин, где он работал, также был местом сбора игроков одной из бейсбольных команд города. Донахью, несмотря на то, что был левшой, начал играть за неё на месте кэтчера.
В 1897 году он подписал контракт с командой из Мариетты, выступавшей в Лиге Огайо и Западной Виргинии. Позднее в том же году Донахью перешёл в команду из Уилинга. В сезоне 1898 года он сыграл два матча за «Гранд-Рапидс» и перешёл в «Дейтон Олд Солджерс». За «Дейтон» Джиггс играл до августа 1900 года. В том сезоне он провёл 106 игр с показателем отбивания 33,3 % и 51 экстра-бейс-хитом. Игра Донахью привлекла внимание клубов Главной лиги бейсбола и его контракт был выкуплен «Питтсбургом».
За «Пайрэтс» он дебютировал 10 сентября 1900 года, заменив на месте аутфилдера травмированного Хонуса Вагнера. До конца сезона Джиггс сыграл в трёх матчах. Ещё две игры он провёл в 1901 году, после чего был отправлен в «Миннеаполис Миллерс». Седьмого июля его контракт был выкуплен клубом «Милуоки Брюэрс» из Американской лиги. В оставшейся части чемпионата Донахью сыграл в тридцати двух матчах: девятнадцати на месте кэтчера и тринадцати на первой базе. После завершения сезона команда, а вместе с ней и Джиггс, переехала в Сент-Луис и стала называться «Браунс».
В 1902 году он сыграл за «Браунс» в тридцати матчах и вернулся в Милуоки, где была создана новая команда, игравшая в Американской ассоциации. В следующием сезоне Донахью перешёл играть на первую базу. На этой позиции он провёл оставшуюся часть карьеры. Всего в качестве кэтчера Джиггс сыграл сорок пять матчей, это лучший показатель для кэтчеров-левшей в XX веке. Его показатель отбивания в 1903 году вырос до 34,2 % и в августе контракт был выкуплен «Чикаго Уайт Сокс». На зиму Джиггс устроился работать пожарным в Северо-западную железнодорожную компанию. Тогда же он познакомился с Элис Джейн Харуик. В августе 1905 года они поженились. 
Перейдя в «Чикаго», Донахью быстро вытеснил с первой базы ветерана команды Фрэнка Исбелла. Также он зарекомендовал себя как один из лучших в лиге по игре в защите. Сезон 1905 года стал для него одним из лучших в карьере. Джиггс отбивал с рекордным для себя показателем 28,7 % и стал лучшим в Американской лиге по надёжности игры в защите, количеству выведенных в аут соперников, передачах и успешных розыгрышах дабл-плей.
Сезон 1906 года начался для него с подписания нового контракта. Из-за разногласий по поводу условий соглашения Джиггс пропустил часть предсезонных сборов команды. Перед началом чемпионата «Уайт Сокс» провели две выставочных игры в Спрингфилде, родном городе Донахью.  Представители городских властей перед игрой подарили ему часы с памятной гравировкой. В составе соперников «Чикаго» «Спрингфилд Бейбс» играл младший брат Джиггса. Регулярный чемпионат для «Уайт Сокс» завершился победой в Американской лиге и выходом в Мировую серию, где их соперниками стали «Кабс». В том году атака команды получила прозвище «Небьющее чудо» — лишь три игрока «Уайт Сокс» отбивали с эффективностью выше 25,0 %, одним из них был Донахью. Фаворитами финала считались «Кабс», установившие рекорд лиги — 116 побед в 152 матчах. «Уайт Сокс» одержали победу в серии в шести играх. Джиггс в этих матчах был лучшим отбивающим команды. Помимо призовых за победу в размере 1 875 долларов, владелец клуба Чарльз Комиски дополнительно выплатил игрокам бонус в размере 15 000 долларов на всех. Правда, в 1907 году сумма бонуса была вычтена им из зарплат бейсболистов. После окончания сезона Донахью попытался организовать команду для серии выставочных игр, но большинство его партнёров на межсезоне разъехалось по домам и план осуществить не удалось.
В феврале 1907 года Джиггс попал в автомобильную аварию, серьёзно порезав лицо после удара о ветровое стекло. Он успел восстановиться к началу чемпионата и провёл ещё один хороший сезон. Донахью по-прежнему оставался одним из самых надёжных игроков защиты, установил рекорд лиги по числу выведенных в аут соперников: 1 846 за сезон или 12,65 в среднем в девяти иннингах. В 2008 году в книге Чарльза Фабера «Baseball Ratings» он был назван лучшим первым бейсменом по игре в защите за всю историю бейсбола. Пытаясь помешать Джиггсу, тренер «Вашингтон Сенаторз» Джо Кантиллон в одной из игр подбросил на первую базу дождевых червей, которых он боялся.
Сезон 1908 года стал для Донахью последним, полностью проведённым в составе «Уайт Сокс». Его эффективность на бите снизилась, он провёл меньше игр. Одной из причин этого называли внешние отвлекающие факторы. Джиггс занялся бизнесом и купил боулинг-клуб на юге Чикаго. Кроме того, ходили слухи, что его любовь к ночной жизни привела к заражению сифилисом. В мае 1909 года его и ряд других игроков обменяли в «Вашингтон Сенаторз». Донахью сыграл за команду в 84 матчах и после окончания чемпионата планировал вернуться в Чикаго, чтобы играть в местной городской лиге и сосредоточиться на бизнесе. Однако «Сенаторз» продали права на него в «Миннеаполис Миллерс». Сначала он неудачно пытался опротестовать эту сделку, затем ничем завершились переговоры о переходе в «Дейтон Ветеранс». В результате весь 1910 год Джиггс провёл в Чикаго, где купил одну из команд городской лиги. 
В 1911 году он попытался снова пробиться в состав «Уайт Сокс», но в клубе контракт ему не предложили. Заканчивать карьеру он не хотел и почти весь сезон провёл как играющий тренер «Клиберн Рейлроудерс» в Лиге Техаса и Оклахомы. В конце года Донахью перешёл в «Галвестон Сэнд Крабс» и сыграл за них четырнадцать матчей. Осенью болезнь обострилась. Джиггс был вынужден продать свой бизнес и вернуться домой в Спрингфилд. В декабре 1912 года он развёлся с женой. Его состояние здоровья продолжало ухудшаться. Донахью был помещён в лечебницу для душевнобольных в Колумбусе, со временем он перестал узнавать друзей и родственников.
Джиггс Донахью умер 19 июля 1913 года. Известный журналист Грантленд Райс посвятил ему стихотворение. «Уайт Сокс» на похоронах представляли Эд Уолш и Билли Салливан. Похоронен Донахью на кладбище Голгофы в Спрингфилде в безымянной могиле. 